# بیمارستان امام رضا (بندرعباس)

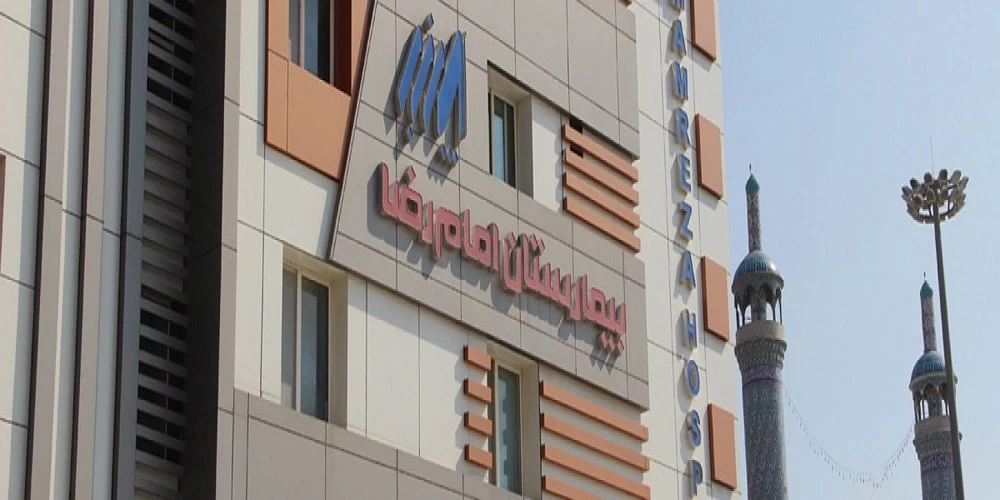
بیمارستان امام رضا

 بیمارستان امام رضا  واقع در بخش مرکزی شهرستان بندرعباس 
در جنوب ایران است. این بیمارستان در وسط شهر بندرعباس واقع شده و بیمارستانی خصوصی، درمانی است.

## تأسیس
«بیمارستان امام رضا» در سال ۱۳۷۱ خورشیدی تأسیس شده‌است. در حال حاضر ۴۰ تخت دایر دارد.

## تخصصها
تخصصها وبخش‌های موجود در این بیمارستان عبارت‌اند از: 
- جراحی .
- بخش داخلی
- بخش ارتوپدی
- بخش ارولوژی
- چشم پزشکی
- گوش و حلق و بینی
- جراحی مغز و اعصاب

## منبع
- د. علی، بن معیوف، حسن،. (العلاج فی محافظة هرمزجان و خلیج الفارس)  ج۱. چاپ وانتشار سال ۱۹۹۸ میلادی.